# Toy Story 5
Toy Story 5 är en kommande amerikansk animerad komedifilm producerad av Pixar Animation Studios. Detta är den femte delen i Toy Story-filmserien, samt en uppföljare till Toy Story 4 från 2019, som denna gång är skriven och regisserad av Andrew Stanton. Tom Hanks, Tim Allen och Joan Cusack kommer att återupprepa sina roller som Woody, Buzz Lightyear och Jessie, med Anna Faris, Ernie Hudson och Conan O’Brien som ansluter som nya röstskådespelare till rollistan.
Allen uttryckte intresse för att göra en femte film av Toy Story i februari 2019, och medan Hanks sa i maj att Toy Story 4 skulle bli den sista filmen i serien hade möjligheten till en femte film inte blivit utesluten. Utvecklingen av en femte film bekräftades officiellt i februari 2023, med Hanks och Allen som skulle återvända till sina röstroller. Stanton anställdes i juni 2024 för att regissera filmen, och fick bekräftat i augusti att han även skulle vara manusförfattare. Detta kommer att vara den första filmen i serien som görs helt utan John Lasseter, som lämnade sin tidigare post på Disney i december 2018.
Toy Story 5 är planerad att släppas för biopremiär i USA den 19 juni 2026.

## Röster

### Engelska originalröster
| Tom Hanks     | – Woody                             |
| Tim Allen     | – Buzz Lightyear                    |
| Joan Cusack   | – Jessie                            |
| Ernie Hudson  | – Combat Carl                       |
| Conan O’Brien | – Smarty Pants (svenskt namn okänt) |
| Anna Faris    | – TBA                               |